# Robert Briçonnet
Pour les articles homonymes, voir Briçonnet.
Pour les autres membres de la famille, voir famille Briçonnet.
Robert Briçonnet, né vers 1450 à Tours sous le règne de Louis XI, et mort le 3 juin 1497 à Moulins, est un archevêque de Reims, garde des sceaux puis chancelier de France, sous Charles VIII.

## Biographie
Robert Briçonnet fait ses études à l'université d'Orléans, on lui enseigne l'humanisme et le grec. À environ 21 ans, en 1471, il est procureur de la nation de Touraine, et en 1475, obtient un canonicat, une prétende, et la prévôté de Saint-Martin de Tours, tout en poursuivant ses études.
Il est licencié en droit canonique et civil, vers 1477, où il rencontre Pierre de Courthardy (1467-1505), étudiant ensemble la poétique, l'éloquence, et le droit civil et canonique. Il est chanoine de l'collégiale de Saint-Quentin en Vermandois, cette même année.
En 1478, il est maître d'école à Saint-Martin. Par la suite, il est chanoine à la Collégiale Saint-Aignan d'Orléans.
Il devient conseiller au parlement de Paris, clerc, sous Louis XI, le 12 novembre 1481.

### Évêque et archevêque
De 1486 à 1487, il est élu évêque de Fréjus, sur recommandation de Charles VIII.
En 1488, il est nommé abbé commendataire de Saint-Vaast d’Arras, où il fait serment de fidélité le 4 juillet 1489, et en prend possession le 3 mars 1490.
Le 17 avril, il est président de la chambre des enquêtes du parlement de Paris, jusqu'au 2 décembre 1493, tandis que le chapitre de Reims le nomme au siège de Reims le 14 novembre 1493, il devient le 77e archevêque de Reims, duc et premier pair de France, par choix de Charles VIII. Il a pour secrétaire Guillaume de la Mare (ou de Mara) (1451-1525), clerc normand, docteur en droit, ancien élève du collège d'Harcourt, auteur de lettres.

### Garde des sceaux puis chancelier
Le 27 août 1494, il est président à la chambre des comptes. Il accompagne Charles VIII en Italie, pour le recouvrement du royaume de Naples, et le 30 avril 1495, le roi lui remet les sceaux, et le 30 août 1495, il est nommé chancelier de France, par lettre donnée à Turin.

### Décès
Accompagnant le roi, en déplacement à Moulins, en Bourdonnais, pour les affaires du royaume, il tombe malade et, atteint d'une forte fièvre, meurt le 3 juin 1497. Il repose dans l'église collégiale Notre-Dame.

## Famille
Originaire de Touraine, elle s'est distinguée sous le règne de Charles V.
Son père Jean Briçonnet (mort en 1493), surnommé le père des pauvres, seigneur de Varennes, de Chanfreau, secrétaire du roi, 1er maire de la ville de Tours élu le 8 octobre 1462; et sa mère Jeanne Berthelot (morte en 1510), fille de Jean Berthelot, maître de la chambre aux deniers du roi, et de Perronnelle Thoreau, ont pour enfants, Guillaume (mort en 1477), Jean, Martin, lui-même, Pierre et Guillaume.

### Armoiries
Jean de Candida, médailleur et ami littéraire de Robert Briçonnet, lui réalise un sceau en 1495 : rond, 50 mm ; écu à la bande componée, accompagnée d'une étoile au canton senestre et chargée d'une étoile au canton dextre, timbré de la croix.
Il lui créé également une médaille, dont un exemplaire se trouve à la Bibliothèque nationale.
Les armes de Robert Briçonnet se blasonnent ainsi :« D’azur à la bande componée d’or et de gueules de cinq pièces, le 1er compon de gueules brisé d’une étoile d’or, une autre étoile sur le 2e canton du chef de l’écu, ».